# 서머 샌더스

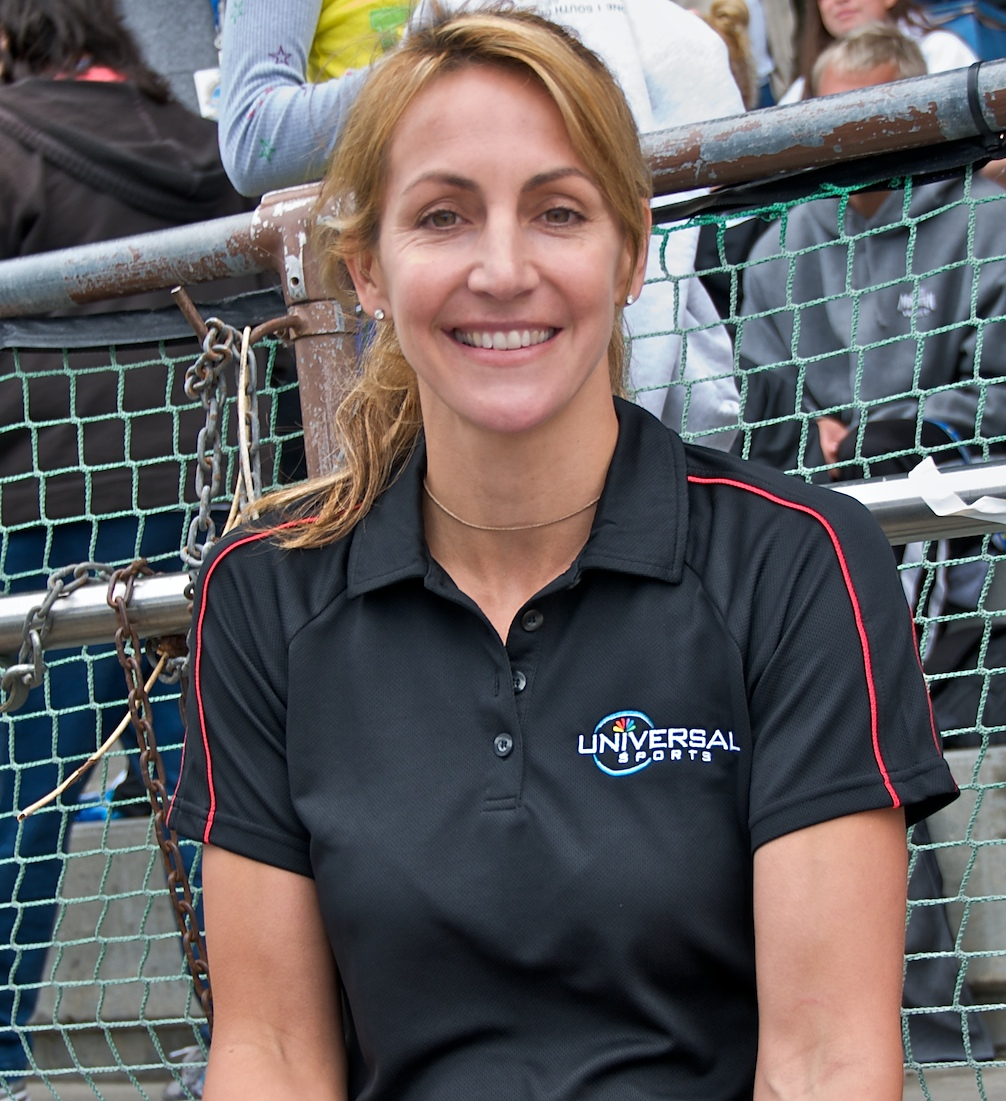

서머 엘리자베스 샌더스(Summer Elisabeth Sanders, 1972년 10월 13일 ~ )는 전 미국의 수영 선수이자, 현재 스포츠 시사 해설자와 리포터, 텔레비전 쇼 진행인 등으로 활약하고 있다.

## 수영 경력
캘리포니아주 로즈빌에서 태어난 샌더스는 15세의 나이로 1988년 수영 세계에 처음으로 나타났으나, 그해 미국 올림픽 팀의 위치를 놓쳤다. 스탠퍼드 대학교에 입학하기 전에 1990년에 열린 굿윌 게임에서 3개의 금메달을 획득하였다. 대학에서 2년 동안 수학하면서 6개의 개인적 NCAA 타이틀과 4개의 계영 선수권을 수집하였다. 그녀는 연속적인 NCAA 올해의 수영 선수 상을 수상하였고, 1992년 스탠퍼드 대학교를 국립 선수권 대회로 추진하였다. 또한 농구 선수로도 활약하였다.
바르셀로나 올림픽에서 200m 접영과 400m 혼계영을 우승하고, 200m와 400m 개인혼영에서 각각 2·3위를 하였다. 바르셀로나에서 그녀의 개인적 상연들은 1년 전에 퍼스에서 열린 세계 수영 선수권 대회에서의 상연들에 동등하였다. 경기 후에 은퇴한 샌더스는 후에 애틀랜타 올림픽에 출전하는 시도를 하였으나 탈락하고 말았다.

## 텔레비전 활동
수영에 활약하면서 샌더스는 텔레비전 활동에 일하기 시작하였다. 1992년과 1994년 CBS 스포츠에서 NCAA 수영 선수권을 위한 시사 해설자와 1993~94년 사이에 그 방송국의 스키 프로그램 〈Bumps & Jumps〉의 리포터로 활약하였다. 1996년에는 애틀랜타 올림픽 수영 종목들의 NBC 방송 범위를 위한 시사 해설자로 지내고 솔트레이크시티에서 열린 2002년 동계 올림픽의 방송 범위에 공헌하였다. 2000년 MSNBC에서 〈올림픽 경기의 스콜라 철학〉을 진행하기도 하였다.
그녀의 농구 활동은 WNBA의 부업 리포터와 2000~02년 사이에 NBC의 NBA 농구를 위한 특파원 등을 포함한다. 테니스 분야에서는 2000~01년 사이에 US 오픈의 국내 범위를 위한 리포터, 2000~06년 사이에 오픈에서 "아서 애쉬 어린이의 날"의 CBS 방송 공동 진행자를 지냈다.
2009년 자신의 쇼 〈Inside Out with Summer Sanders〉를 진행하기 시작하였는 데, 그 쇼는 유니버설 스포츠의 첫 초기 제작으로 그해의 12월 23일에 데뷔되어 뛰어난 올림픽 선수들의 철저한 인터뷰와 친밀한 인물 소개에 집중시키고 있다.

## 같이 보기
- 올림픽 수영 여자 메달리스트 목록